# Route 220 (Québec)
Pour les articles homonymes, voir Route 220.
La route 220 (R-220) est une route régionale québécoise d'orientation est / ouest située sur la rive sud du fleuve Saint-Laurent. Elle dessert la région administrative de l'Estrie.

## Tracé
Son extrémité ouest est située à Sainte-Anne-de-la-Rochelle sur la route 243 alors que son extrémité est se trouve à Sherbrooke, 36 kilomètres plus loin, sur l'A-410. Sur son parcours, elle borde les limites nord du Parc national du Mont-Orford et croise les autoroutes 10 et 55.

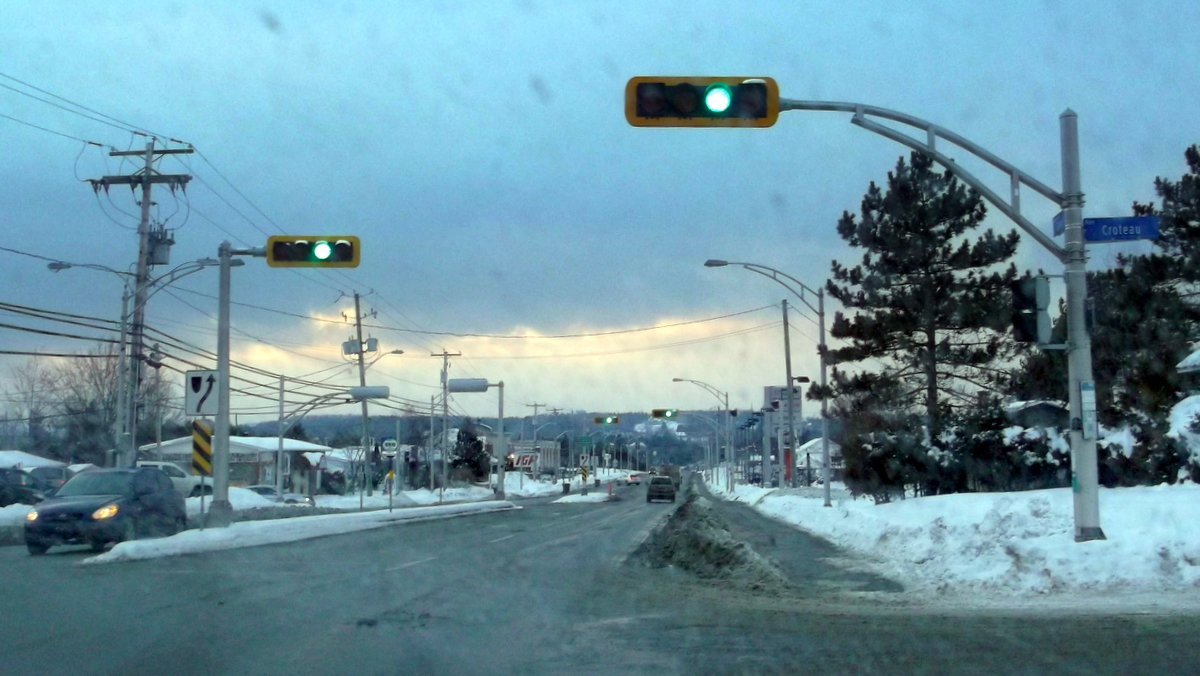
Le chemin de Saint-Élie à Sherbrooke.
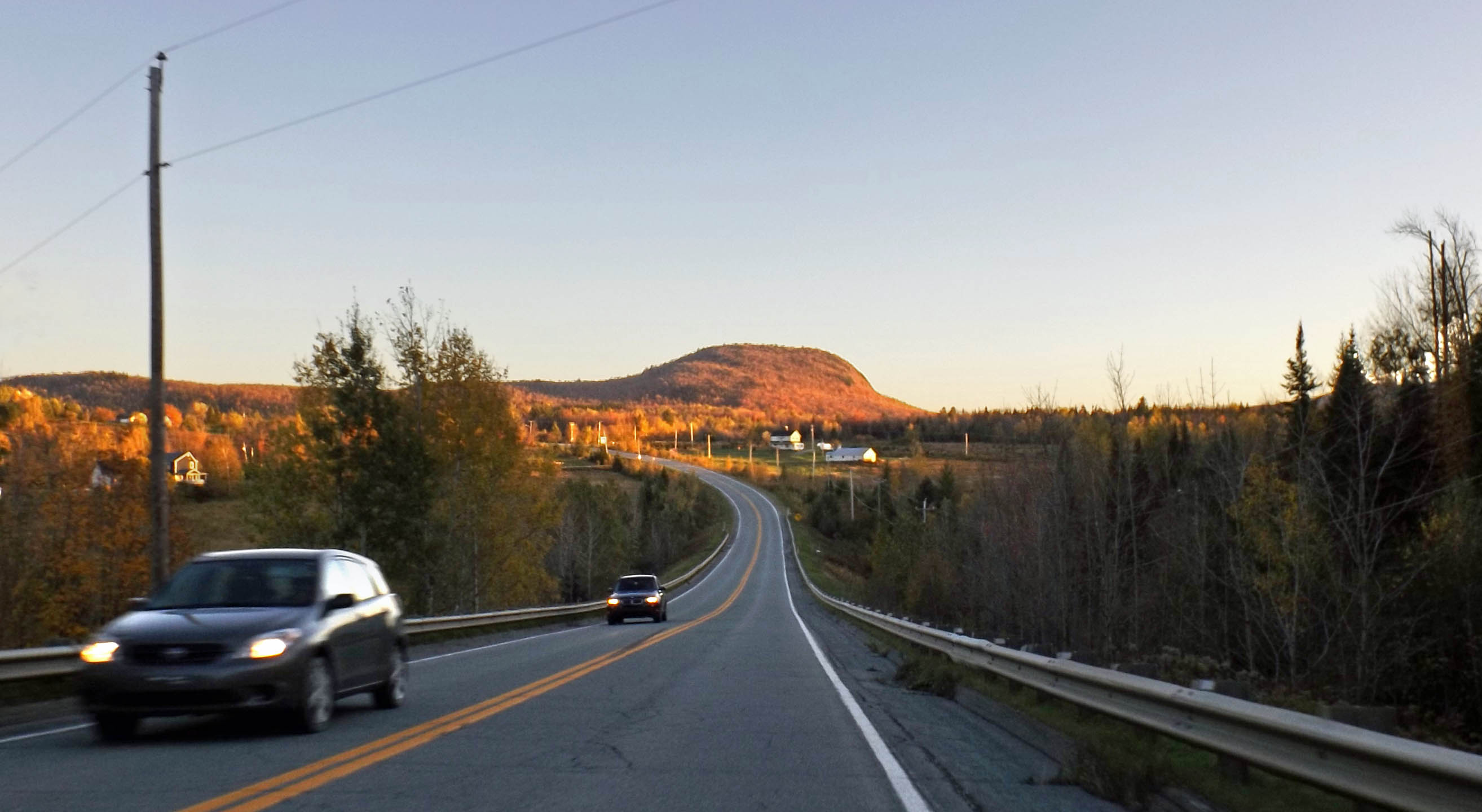
Le sommet du mont Orford vu depuis la route 220.
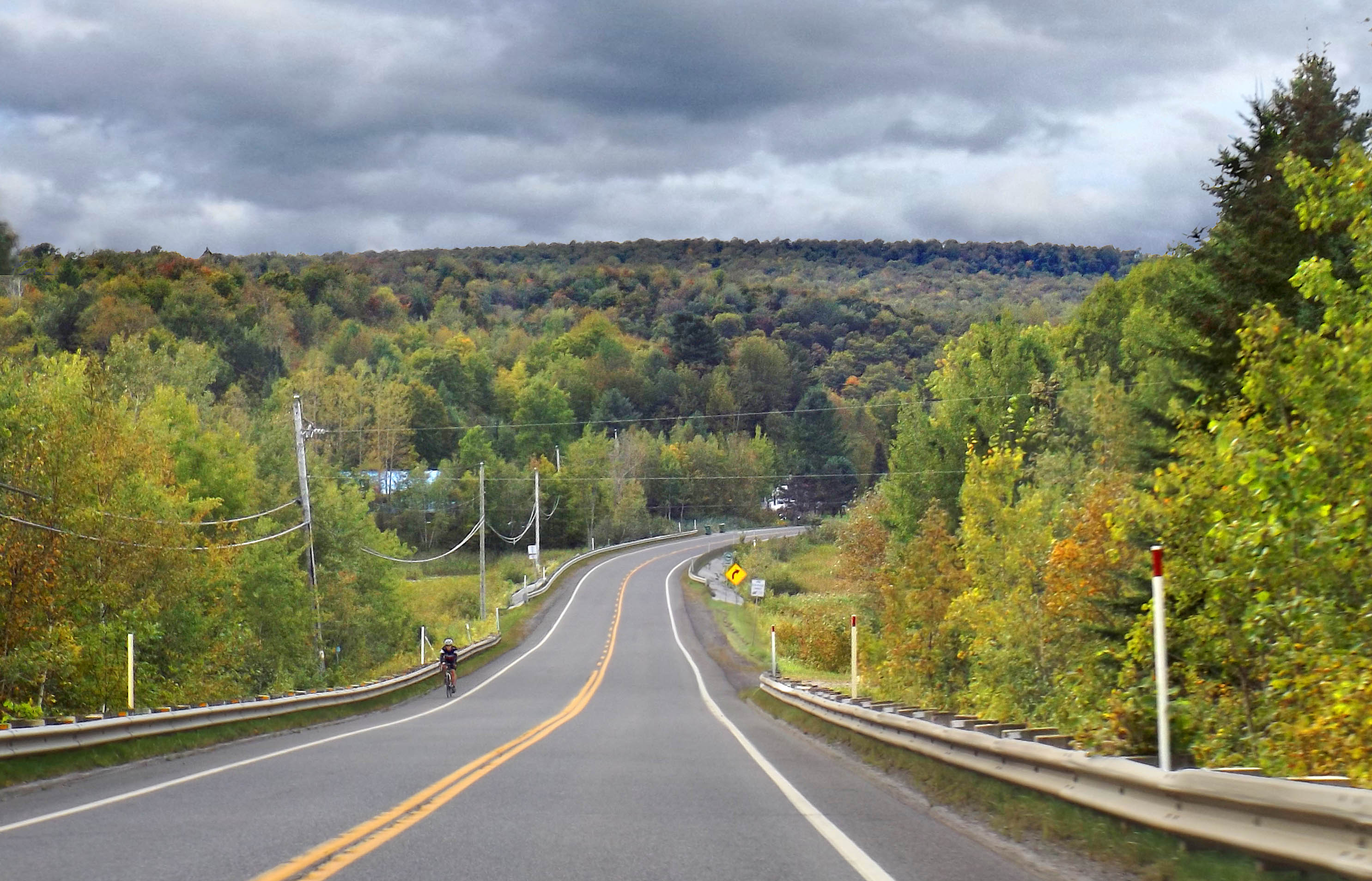
La route 220 près du lac Brompton.

## Localités traversées (d'ouest en est)
Liste des municipalités traversées par la route 220, regroupées par municipalité régionale de comté.

### Estrie
Le Val-Saint-François
- Sainte-Anne-de-la-Rochelle
- Bonsecours

Memphrémagog
- Orford

Hors MRC
- Sherbrooke
  - Arrondissement Brompton–Rock Forest–Saint-Élie–Deauville
  - Arrondissement Les Nations

## Intersections majeures
| MRC                   | Municipalité               | km    | Destinations                                           | Notes                                  |
| --------------------- | -------------------------- | ----- | ------------------------------------------------------ | -------------------------------------- |
| Le Val-Saint-François | Sainte-Anne-de-la-Rochelle | 0,00  | R-243 – Sainte-Anne-de-la-Rochelle, Waterloo, Valcourt |                                        |
| Sherbrooke            | Sherbrooke                 | 25,90 | R-249 – Magog, Saint-Denis-de-Brompton                 |                                        |
| Sherbrooke            | Sherbrooke                 | 33,10 | A-10 / A-55 – Montréal, Drummondville                  | Sortie 137 de l'A-10 / A-55            |
| Sherbrooke            | Sherbrooke                 | 34,20 | Boulevard de Portland / Boulevard René-Lévesque        | Carrefour giratoire                    |
| Sherbrooke            | Sherbrooke                 | 36,50 | Boulevard Industriel / Boulevard de Portland           | La R-220 suit le Boulevard de Portland |
| Sherbrooke            | Sherbrooke                 | 36,70 | A-410 – Montréal, Drummondville, Cookshire-Eaton       |                                        |
|                       |                            |       |                                                        |                                        |